# Nazionale maschile di pallacanestro del Belgio
La nazionale maschile di pallacanestro del Belgio rappresenta il Belgio nelle competizioni internazionali maschili di pallacanestro organizzate dalla FIBA ed è gestita dalla Federazione cestistica del Belgio.

## Storia
La nazionale belga ha partecipato per tredici volte alla fase finale dell'EuroBasket, è stata presente alla prima edizione nel 1935, e poi con una certa regolarità dal dopoguerra fino alla fine degli anni sessanta, in questo periodo, nel 1947, ha colto il risultato migliore finendo quarta. Successivamente le sue apparizioni si sono diradate e dal 1993 non è più riuscita a qualificarsi.
Ha partecipato per tre volte alle Olimpiadi, il miglior risultato è l'undicesimo posto di Londra 1948.
Non è mai riuscita a qualificarsi a un'edizione del campionato mondiale.

## Piazzamenti

### Olimpiadi
- 1936 - 19°
- 1948 - 11°
- 1952 - 17°

### Campionati europei
- 1935 - 6°
- 1946 - 7°
- 1947 - 6°
- 1951 - 7°
- 1953 - 10°

- 1957 - 12°
- 1959 - 7°
- 1961 - 8°
- 1963 - 8°
- 1967 - 15°

- 1977 - 8°
- 1979 - 12°
- 1993 - 12°
- 2011 - 21°
- 2013 - 9°

- 2015 - 9°
- 2017 - 19°
- 2022 - 14°

## Formazioni

### Olimpiadi
Pallacanestro ai Giochi della XI OlimpiadeBrouwer, Crabbe, Demanck, Gérard, Laermans, Merckx, Van Basselaere, Vereecken, Bihain, Coulon, Le Roux, Vandevondel, Van Winnendael, Willekens, All. -
Pallacanestro ai Giochi della XIV Olimpiade3 Van Wambeke, 4 Steurbaut, 5 Meuris, 6 Baert, 7 Hermans, 8 Kets, 9 Coosemans, 10 A. Hollanders, 11 H. Hollanders, 12 Bernaer, 13 Van De Goor, 14 De Pauw, 15 Poppe, 16 Lampo,        All. Raymond Briot
Pallacanestro ai Giochi della XV Olimpiade3 Eygel, 4 Delsarte, 5 Meuris, 6 Roosemont, 7 Van Harck, 8 Ducheyne, 9 Coosemans, 10 Ligon, 11 Van Gils, 12 Crick, 13 Boes, 14 Ceulemans, 15 Van Huele, 16 du Jardin,        All. Raymond Briot

### Europei
Campionato europeo maschile di pallacanestro 1935Demanck, Laermans, Van Basselaere, Vereecken, Brouwer, De Houwer, Levaux, All. -
Campionato europeo maschile di pallacanestro 19463 Van Wambeke, 4 Meuris, 5 Wijns, 6 Baert, 7 Hermans, 8 Kets, 9 Bernaer, 10 A. Hollanders, 11 Van De Goor, 12 H. Hollanders, 13 Rossius, 14 Van Basselaere, 15 De Haeck, 16 Servaes,        All. Raymond Briot
Campionato europeo maschile di pallacanestro 19473 Van Wambeke, 4 Steurbaut, 5 Meuris, 6 Baert, 7 Hermans, 8 Kets, 9 Coosemans, 10 Poppe, 11 A. Hollanders, 12 H. Hollanders, 13 De Pauw, 14 Van Damme, 15 Rossius, 16 Pirard,        All. Raymond Briot
Campionato europeo maschile di pallacanestro 19513 Eygel, 4 Crick, 5 Plas, 6 Baert, 7 De Pauw, 8 Kets, 9 Coosemans, 10 Ligon, 11 Van Gils, 12 Dewandelaer, 13 Gekiere, 14 Van Harck,        All. Raymond Briot
Campionato europeo maschile di pallacanestro 19533 Chavagne, 4 Steurbaut, 5 Meuris, 6 Baert, 7 Vermeulen, 8 Kets, 9 Coosemans, 10 Ligon, 11 Van Gils, 12 Samson, 13 Nolis, 14 Van Harck, 15 Decombe, 16 Roosemont,        All. Louis Van Hof
Campionato europeo maschile di pallacanestro 19573 Van Mechelen, 4 Jolijt, 5 Storme, 6 De Meyer, 7 De Nayer, 8 Deweerdt, 9 Martin, 10 Terrace, 11 Loridon, 12 Van Den Avondt, 13 Feyen, 14 Van Kersschaever,        All. Eddy Verswijvel
Campionato europeo maschile di pallacanestro 19593 Aerts, 4 Wagner, 5 Van Huele, 6 Eygel, 7 De Pauw, 8 Deweerdt, 9 Steveniers, 10 Van Kersschaever, 11 Loridon, 12 Raets, 13 Vinck, 14 Chavagne,        All. Eddy Verswijvel
Campionato europeo maschile di pallacanestro 19614 Desplats, 5 Van Huele, 6 Eygel, 7 Aerts, 8 Steveniers, 9 Degraeve, 10 Scholiers, 11 Loridon, 12 Serron, 13 Maes, 15 Wauters, 16 Feyen,        All. René Mol
Campionato europeo maschile di pallacanestro 19634 Clément, 5 Van Huele, 6 Eygel, 7 Aerts, 8 D'Hoir, 9 Michelet, 10 Scholiers, 11 Loridon, 12 Dewandeler, 13 Van Kersschaever, 14 Ivens, 15 Dierckx,        All. Roger Staes
Campionato europeo maschile di pallacanestro 19674 Dierckx, 5 Ivens, 6 Eygel, 7 Aerts, 8 Michelet, 9 Van Herzele, 10 Schoeters, 11 Loridon, 12 D'Hondt, 13 Van Kersschaever, 14 Geerts, 15 Declerck,        All. René Mol
Campionato europeo maschile di pallacanestro 19774 Stollenberg, 5 Van Poppelen, 6 Van Herzele, 7 Bell, 8 Geerts, 9 Van Den Broeck, 10 Nyitrai, 11 Peeters, 12 Huysmans, 13 Becknel, 14 Mariën, 15 Vermeersch,        All. René Mol
Campionato europeo maschile di pallacanestro 19794 Stollenberg, 5 Reynders, 6 Rogiers, 7 Peeters, 8 Van Poppelen, 9 Van Den Bosch, 10 Nytrai, 11 Van Den Broeck, 12 Huysmans, 13 Becknel, 14 Bodson, 15 Samaey,        All. René Mol
Campionato europeo maschile di pallacanestro 19934 Stas, 5 Struelens, 6 Snyders, 7 Bayer, 8 Samaey, 9 Herman, 10 Cleymans, 11 Deheneffe, 12 Bruyninckx, 13 Verberckt, 14 Goethals, 15 Lambrecht,        All. Tony van den Bosch
Campionato europeo maschile di pallacanestro 20114 Moors, 5 Van Rossom, 6 Beghin, 7 Oveneke, 8 Steinbach, 9 Tabu, 10 Lauwers, 11 Muya, 12 Faison, 13 De Zeeuw, 14 Van Den Spiegel, 15 Mbenga,        All. Eddy Casteels
Campionato europeo maschile di pallacanestro 20134 Moors, 5 Van Rossom, 6 Beghin, 7 Hervelle, 8 Mwema, 9 Tabu, 10 Serron, 11 Muya, 12 Mukubu, 13 De Zeeuw, 14 Massot, 15 Driesen,        All. Eddy Casteels
Campionato europeo maschile di pallacanestro 20154 Bosco, 5 Van Rossom, 7 Hervelle, 8 Mwema, 9 Tabu, 10 Serron, 12 Mukubu, 13 Gillet, 14 De Zeeuw, 22 Tumba, 23 Salumu, 24 Lojeski,        All. Eddy Casteels
Campionato europeo maschile di pallacanestro 20174 Lecomte, 5 Van Rossom, 7 Hervelle, 8 Mwema, 9 Tabu, 10 Serron, 12 Salumu, 13 Gillet, 14 De Zeeuw, 16 Tumba, 19 Bako, 22 Kesteloot,        All. Eddy Casteels
Campionato europeo maschile di pallacanestro 20224 Lecomte, 8 Mwema, 9 Tabu, 13 Gillet, 14 De Zeeuw, 16 Tumba, 17 Vanwijn, 18 Libert, 19 Bako, 21 Bleijenbergh, 25 Bratanovic, 32 Obasohan,        All. Dario Gjergja

## Nazionali giovanili
- Selezioni giovanili della nazionale maschile di pallacanestro del Belgio